# 久屋孝夫
久屋孝夫（くや たかお、1948年 - ）は、日本の言語学者。西南学院大学文学部教授。

## 略歴
昭和23年生まれ。島根大学法文学部英文学科卒、広島大学大学院文学研究科英語学専攻博士課程修了。専門は社会言語学だが、ジェンダーに関する論者、実践者としても知られる。男性が子育てや地域活動に積極的に参加する“ハウスハズバン道”を提唱、会社だけに軸足をおかず、多様な人生の目的を持つことを呼びかける。
| スタブアイコン | サブスタブ | この項目は、まだ閲覧者の調べものの参照としては役立たない、人物に関連した書きかけの項目です。この項目を加筆・訂正などしてくださる協力者を求めています（P:人物伝/PJ:人物伝）。 |